# 萬代影視
萬代影視株式會社（バンダイビジュアル株式会社，BANDAI VISUAL CO., LTD.）原是日本萬代南夢宮集團旗下的影像內容販售公司，曾與Lantis一起被萬代南夢宮控股吸收合併成為其旗下新成立的子公司萬代南夢宮藝術，現已成為万代南梦宫影像制作旗下部門。

萬代影視商標

## 沿革
- 1982年：萬代成立Emotion Video部門。
- 1983年：成立AE企畫（AE企画、Account Exective Planing）。成為萬代的影像軟體販售代理公司。
- 1984年：萬代Emotion Video部門成為Network Frontier事業部，獨立成子公司。
- 1987年：萬代和华特迪士尼公司締結影像軟體販賣契約（1989年契約結束）。
- 1988年：萬代吸收Network Frontier事業部，新設萬代媒體事業部。
- 1989年：AE企畫公司名變更為萬代影視販售（バンダイビジュアル販売）。
- 1991年：萬代影視販售公司名變更為萬代影視。
- 1992年：萬代媒體事業部的影像軟體事業與萬代影視整合，實現企畫、製作、發行、販售的一條龍體制。
- 2003年：於東京證券交易所第二部上市。收購Emotion Music成為子公司。
- 2005年：萬代影視在美國成立當地法人，在此之前北美地區是由萬代娛樂（Bandai Entertainment）所發行。
- 2006年
  - 2月1日：於東京證券交易所第一部上市。
  - 2月6日：宣布和Lantis業務合作。
  - 3月1日：Emotion Music公司名變更為Emotion，荻窪工作室營運業務及出版事業讓渡給該公司。
  - 5月1日：將Lantis併購成連結子公司。
- 2007年
  - 11月8日：万代南梦宫控股為了完全子公司化，開始股票公開收購（TOB）。
  - 12月17日：萬代南夢宮控股的TOB成立。
- 2008年
  - 2月15日：廢止股票上市。
  - 2月21日：股份交換成為萬代南夢宮控股的完全子公司。
  - 12月8日：總部遷至東京都品川區東品川4丁目12番4號，品川海岸樂園大樓22樓及23樓。
- 2010年
  - 4月1日：和日昇動畫共同出資成立萬代南夢宮Live Creative公司[1]。
  - 10月29日：宣布新設漫畫品牌「Emotion Comics」於2010年12月10日創刊[2]。
- 2011年4月1日：吸收合併Emotion公司。
- 2013年4月1日：追加取得Lantis的股份，Lantis成為完全子公司[3]。
- 2014年11月4日：總部遷至東京都澀谷區惠比壽一丁目18番14號[4]
- 2017年9月1日：收購Actas的股權，Actas子公司化[5]。
- 2018年4月1日：與Lantis一起被萬代南夢宮吸收合併，成立万代南梦宫艺术[6][7][8]。
- 2022年4月1日：與日昇一起被萬代南夢宮吸收合併，成立萬代南夢宮影像製作。

## 外部連結
- バンダイビジュアル （页面存档备份，存于）